# Нейман, Станислав
Стани́слав Не́йман (чеш. Stanislav Neumann, собственно Но́йман; 16 июля 1902, Прага, Австро-Венгрия, ныне Чехия — 19 февраля 1975, там же) — чешский актёр театра, кино и телевидения, педагог. Сын поэта Станислава Костки Неймана.

## Биография
Творческую деятельность начал на сцене Освобождённого театра. В кино с 1929 года. Один из лучших характерных актёров чешского национального кинематографа. Был партнёром знаменитых комиков Гуго Гааса и Йиндриха Плахты.

## Избранная фильмография

### Актёр
- 1929 — Полковник Швец / Plukovník Švec
- 1931 — Начерадец — король болельщиков / Načeradec král kibiců — ученик
- 1934 — Да здравствует покойник / Ať žije nebožtík — Филип
- 1934 — Баловень / Mazlícek — вор Сучек
- 1935 — Яна / Jana — друг
- 1936 — Улочка в раю / Ulicka v ráji — комедиант Салкович
- 1936 — Уличные сиротки / Ulicnice
- 1936 — / Rozkošný príbeh — Фред Пенкава
- 1937 — / Děvčata, nedejte se! — Йозеф
- 1937 — Адвокат Вера / :cs:Advokátka Věra|Advokátka Věra — Рихард Рабох
- 1937 — Ярчин учитель / Jarčin profesor — Вавра
- 1937 — / Andula vyhrála — Тонда Мрачек
- 1937 — Любовь и люди / Láska a lidé
- 1937 — Волынщик Шванда / Švanda dudák — султан
- 1938 — Кукла / Panenka — следователь
- 1938 — Философская история / Filosofská historie — студент Зеленка
- 1938 — Зборов / Zborov — солдат Копецкий
- 1938 — Одиннадцать парней Клапзуба / Klapzubova jedenáctka — профессор Штейнгар
- 1939 — Её грех / Její hrích — Франтишек Воборил
- 1939 — О чём шепчутся / — студент Криштуфек
- 1939 — Господин с хорошим положением / Dobře situovaný pán — Мудра
- 1939 — / Osmnáctiletá — Innkeeper and watchmaker
- 1940 — Лидушка музыкантов / Muzikantská Liduška — Tomfool-noddy
- 1940 — Бабушка / Babička — писарь
- 1940 — Наконец одни / Konecne sami — уличный фотограф Калабис
- 1940 – Майская сказка – церковный прислужник
- 1941 — Я женился на своей жене / Provdám svou ženu — привратник Гаврда
- 1942 — Я сейчас вернусь / Přijdu hned — Вардер
- 1944 — / Veselá bída — Kafunìk, zlodìj aut
- 1945 — Розина-найдёныш / Rozina sebranec — Sklár
- 1946 — Шаловливый бакалавр / Nezbedný bakalář — Jan, univerzitní pedel
- 1947 — Мёртвый между живыми / Mrtvý mezi zivými — Postal attendant at train
- 1947 — Рога / Parohy — муж Сибилы
- 1947 — Никто не знает ничего / Nikdo nic neví — Skoula, bass player
- 1947 — Никола Шугай / Nikola Šuhaj
- 1947 — Неделя в тихом доме / Týden v tichém domě — Менке
- 1948 — Гостиница «У каменного стола» / Hostinec U kamenného stolu — мистер Диндера
- 1948 — Железный дед / Železný dědek
- 1952 — Улыбающаяся земля / Usmevavá zem — Беранек
- 1952 — Гордая принцесса / Pyšná princezna — старый король
- 1952 — Над нами рассвет / Nad námi svítá — Сладек
- 1954 — Комические рассказы Гашека / Hašekovy povidky ze stareho mocnarstvi — Kostelník
- 1954 — Самый лучший человек / Nejlepší člověk — Choura
- 1954 — Музыка с Марса / Hudba z Marsu — Malostranský dedecek
- 1955 — Гора на ветру / Větrná hora — Йонаш
- 1956 — Посиделки с чёртом / Hrátky s čertem — Омнимор
- 1956 — Против всех / Proti všem — Sakristian
- 1957 — Путешествие Гонзика / Honzíkova cesta — садовник
- 1957 — Бравый солдат Швейк / Dobrý voják Švejk — старый врач
- 1957 — Школа отцов / Škola otců — Янитор, школьный сторож
- 1957 — Нерешительный стрелок / Váhavý strelec — дедушка
- 1958 — Война за веру: Против всех / Proti všem — Sakristian
- 1958 — Подделка / Padělek — Новак
- 1958 — Жижковский романс / Žižkovská romance
- 1959 — Принцесса с золотой звездой / Princezna se zlatou hvězdou — повар
- 1959 — Игры и мечты / Hry a sny — таксист
- 1959 — Каникулы в облаках / Prázdniny v oblacích — дед Козелка
- 1960 — Даржбуян и Пандргола / Dařbuján a Pandrhola — Deda psuk
- 1960 — Всюду живут люди / Všude žijí lidé — дед Героут
- 1961 — Там, где реки озарены солнцем / Kde reky mají slunce — ветеран
- 1962 — / Malý Bobeš — дедушка Бобеша
- 1962 — / Malý Bobeš ve meste — дедушка
- 1964 — Эйнштейн против Бабинского / Einstein kontra Babinský — старый рабочий
- 1966 — Вызывайте Мартина! / Volejte Martina — Majitel kolotoce (эпизод «Létající kolotoc»)
- 1967 — / Soudničky — Prodej — Corn (ТВ)
- 1968 — 1970 — Грешные люди города Праги / Hříšní lidé města pražského — Laburda (сериал)
- 1968 — Слово о Пушкине / Rec o Puskinovi (ТВ)

## Признание

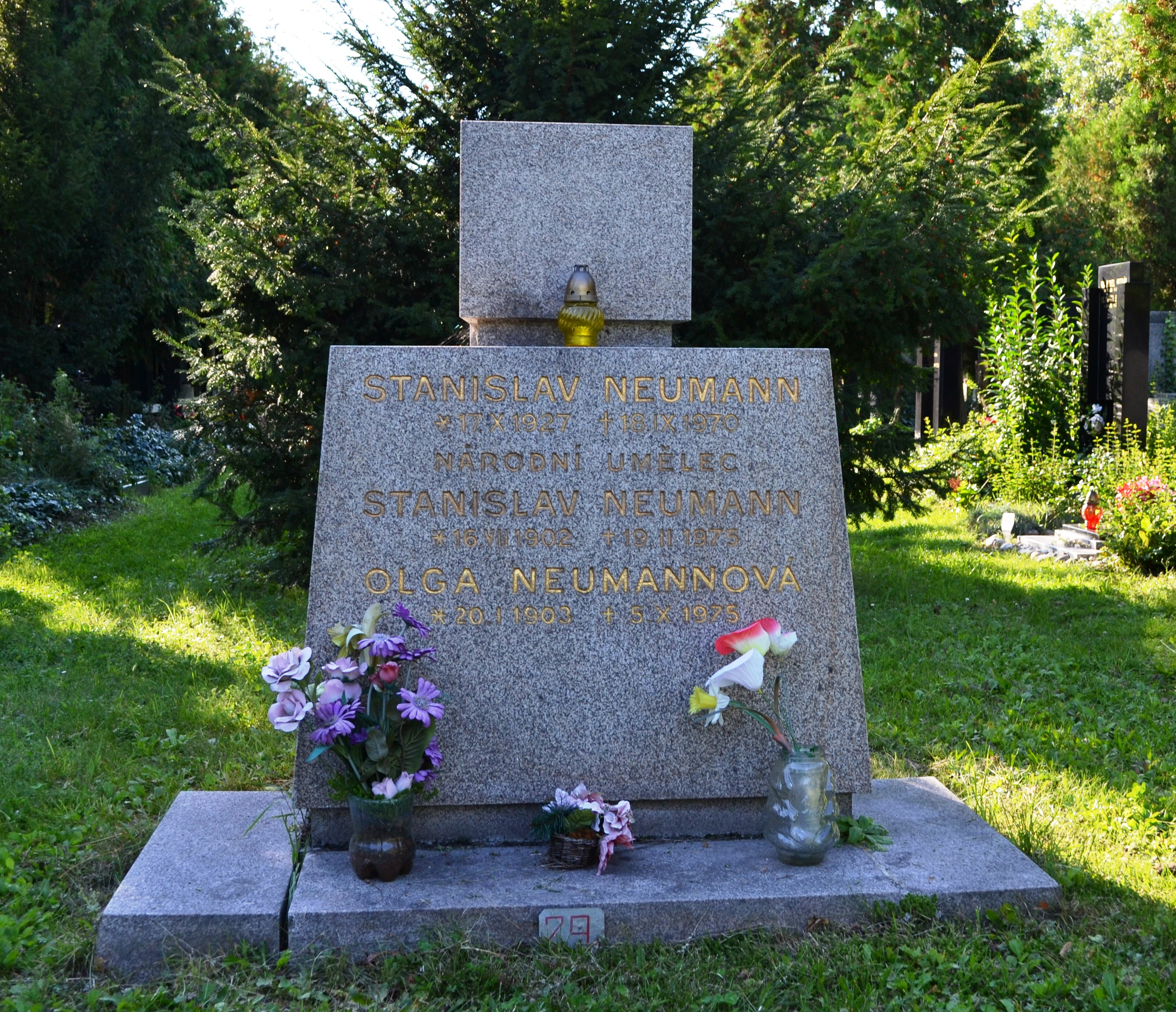
могила Станислава Неймана на Виноградском кладбище Праги

- 1955 — Заслуженный артист ЧССР
- 1965 — Народный артист ЧССР